# Filicollis anatis
Filicollis anatis is een soort in de taxonomische indeling van de Acanthocephala (haakwormen). De worm wordt meestal 1 tot 2 cm lang. Ze komen algemeen voor in het maag-darmstelsel van ongewervelden, vissen, amfibieën, vogels en zoogdieren.
De haakworm komt uit het geslacht Filicollis en behoort tot de familie Polymorphidae. Filicollis anatis werd in 1788 beschreven door Schrank.